# Arrangiatevi!
Arrangiatevi! és una pel·lícula de comèdia italiana del 1959 dirigida per Mauro Bolognini i protagonitzada per Totò i Peppino De Filippo. El 2008 fou seleccionada per formar part de la llista 100 film italiani da salvare.

## Sinopsi
Peppino i la seva família es traslladen a un "prostíbul", és a dir, a un apartament habitat per un grup de prostitutes als antics carrers de Roma. Una de les noies va morir misteriosament, per la qual cosa la família va comprar la casa just a temps per a Peppino, que es veu obligat a compartir-la amb una altra família. A causa de les xafarderies de la ciutat i del barri, en poc temps la família de Peppino cau en desgràcia. Peppino, que no sap què fer com a pare, descobreix que la seva filla té greus problemes amb el seu xicot.

## Repartiment
- Peppino De Filippo: Peppino Armentano
- Totò: Avi Illuminato
- Laura Adani: Maria Armentano
- Cristina Gaioni: Maria Berta Armentano
- Cathia Caro: Bianca Armentano
- Vittorio Caprioli Pino Calamai
- Franca Valeri: Marisa
- Adriana Asti: la ragazza di Felice
- Giorgio Ardisson: Romano
- Marcello Paolini: Nicola Armentano
- Enrico Olivieri: Salvatore Armentano
- Achille Majeroni: l'avi istriano
- Giusi Raspani Dandolo: la mare istriana
- Luigi De Filippo: Neri
- Giuliano Gemma: un pugile al peso